# Miasta Cypru Północnego
Według danych oficjalnych pochodzących z 2011 roku na Cyprze Północnym było ponad 10 miast. Stolica kraju Nikozja (część turecka - Nikozja Północna) jako jedyne miasto liczyło ponad 50 tys. mieszkańców; 7 miast z ludnością 10÷100 tys. oraz reszta miast poniżej 10 tys. mieszkańców.

## Największe miasta na Cyprze Północnym
Największe miasta na Cyprze Północnym według liczebności mieszkańców (stan na 04.12.2011):
| L.p. | Miasto                     | Dystrykt  | Liczba ludności |
| ---- | -------------------------- | --------- | --------------- |
| 1.   | Nikozja Północna (Lefkoşa) | Nikozja   | 61 378          |
| 2.   | Famagusta (Gazimağusa)     | Famagusta | 40 920          |
| 3.   | Kirenia (Girne)            | Kirenia   | 33 207          |
| 4.   | Morfu (Güzelyurt)          | Güzelyurt | 18 946          |

## Alfabetyczna lista miast na Cyprze Północnym

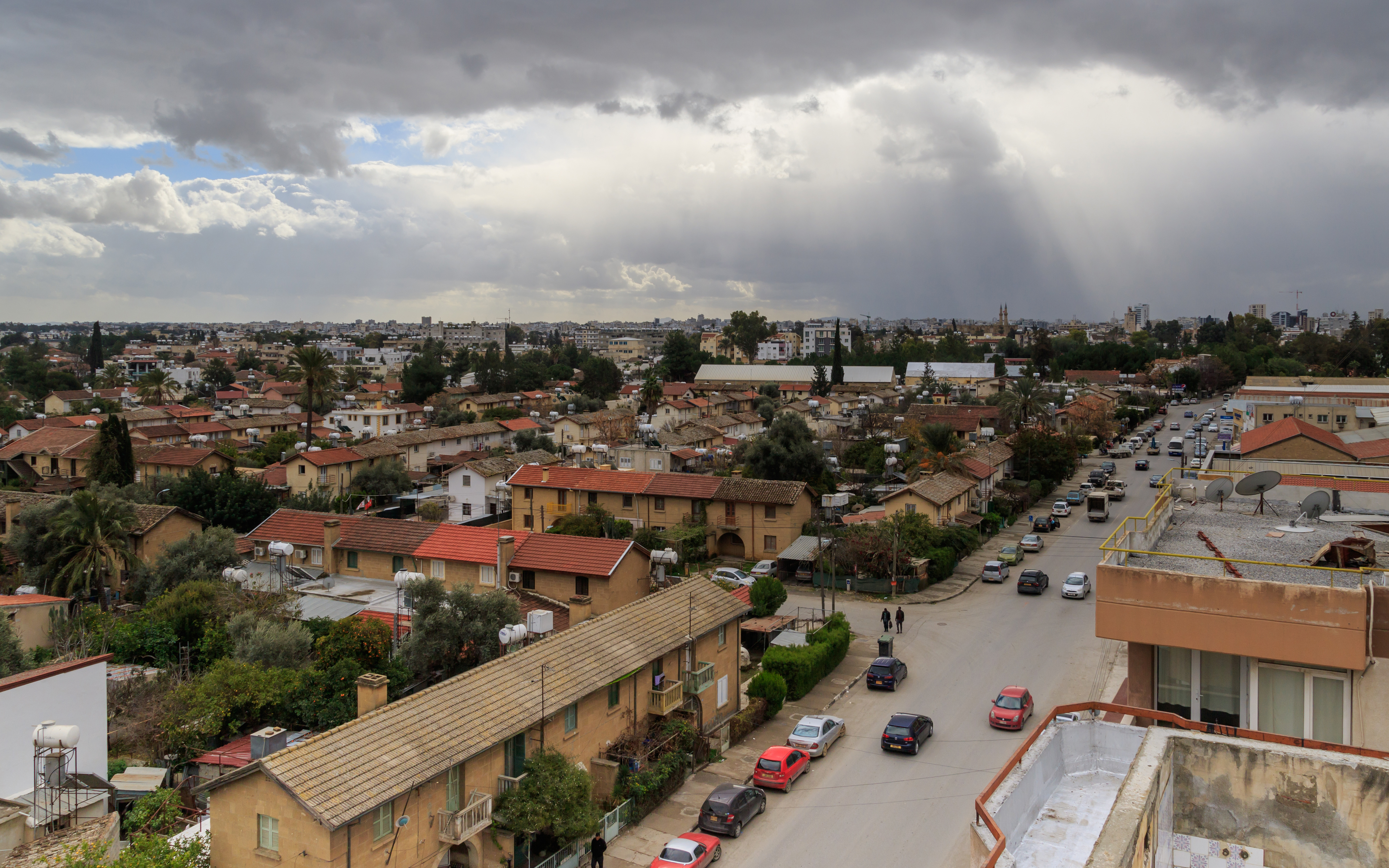
Nikozja Północna

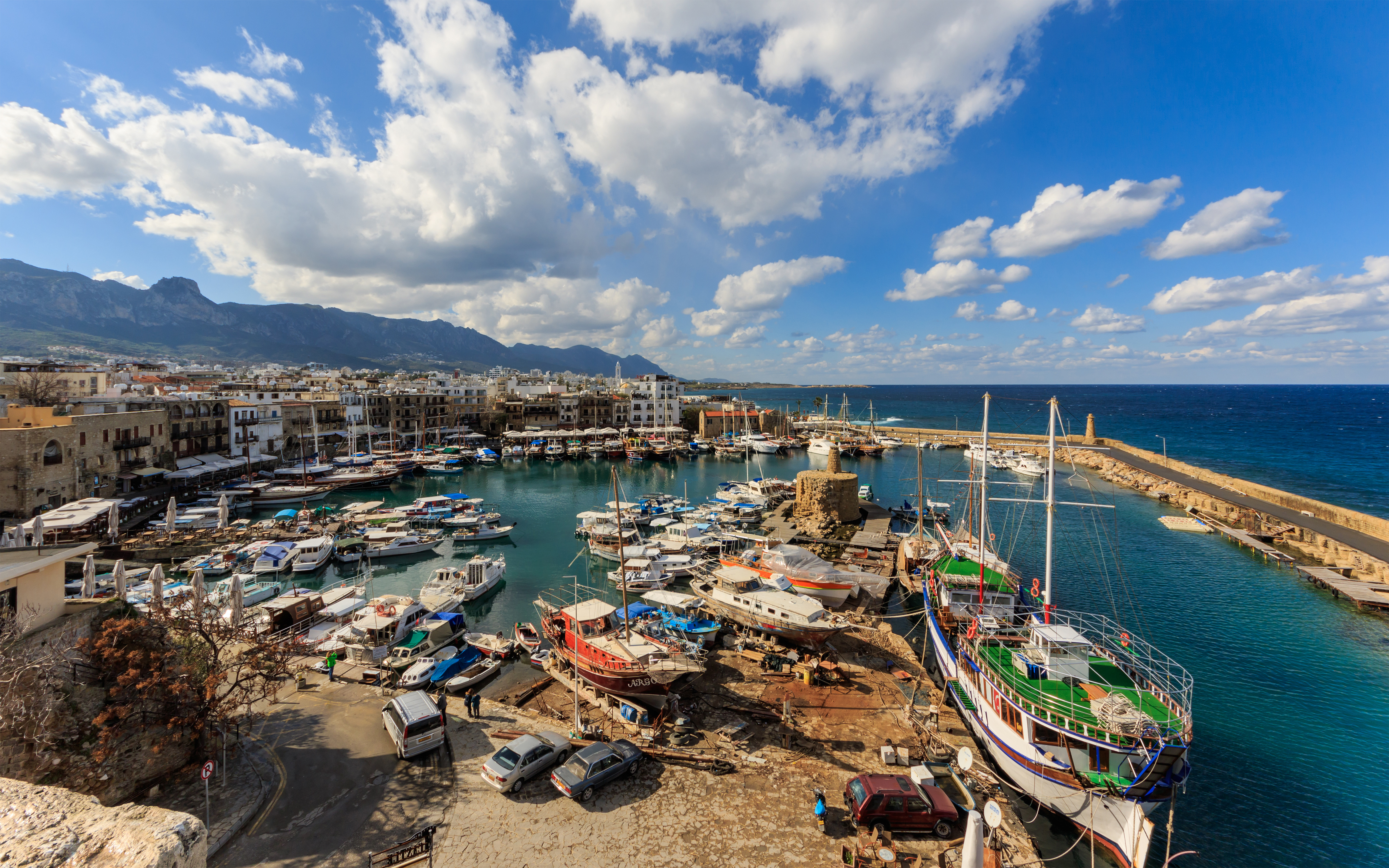
Kirenia

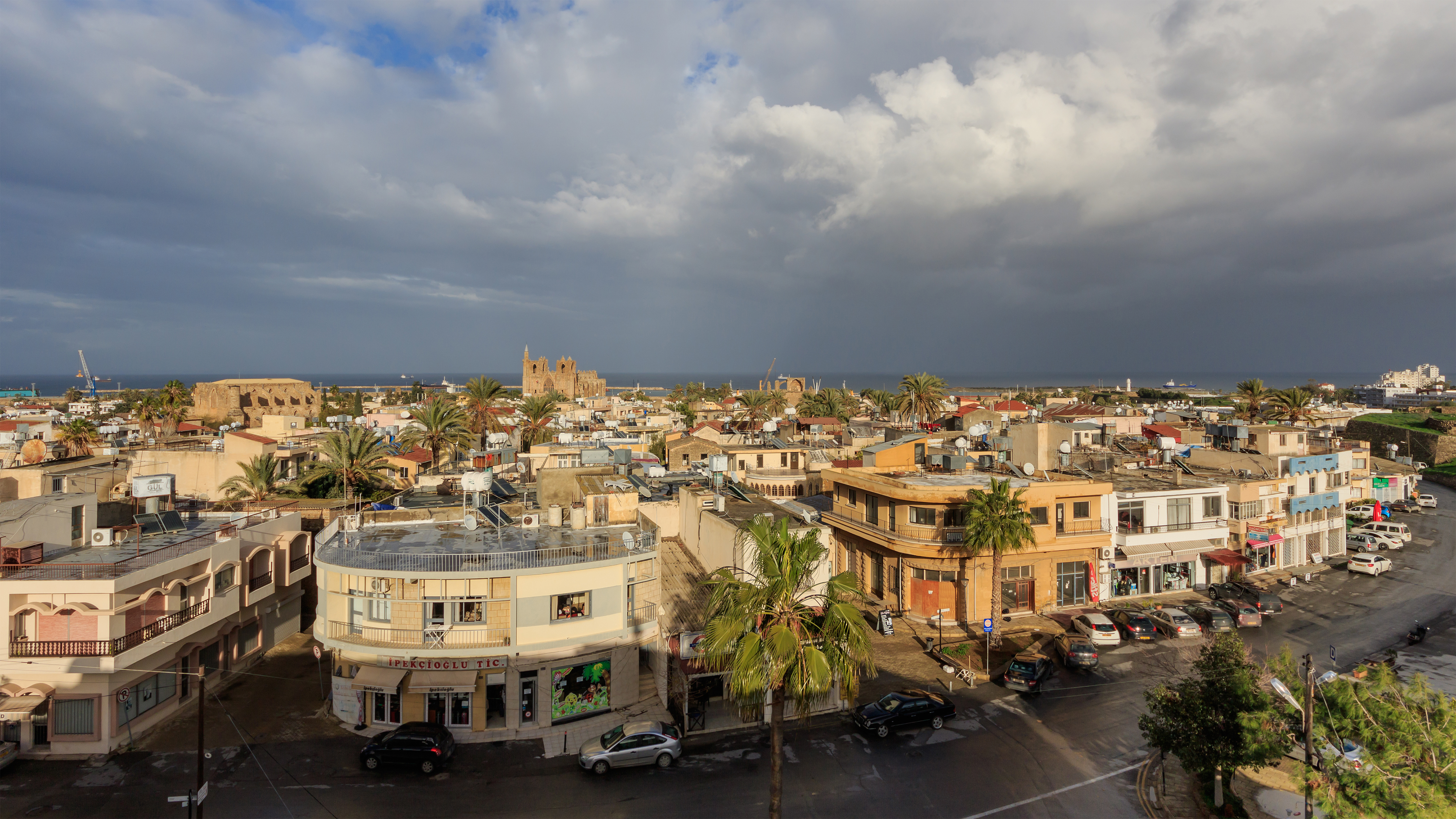
Famagusta

W nawiasach nazwa oryginalna w języku tureckim.
- Akantu (Tatlısu)
- Famagusta (Gazimağusa)
- Gönyeli (Gönyeli)
- Karawas (Karavas)
- Kirenia (Girne)
- Kitrea (Değirmenlik)
- Lapitos (Lapta)
- Lefka (Lefke)
- Lefkoniko (Geçitkale)
- Lisi (Akdoğan)
- Morfu (Güzelyurt)
- Nikozja Północna (Lefkoşa)